# 烏日区

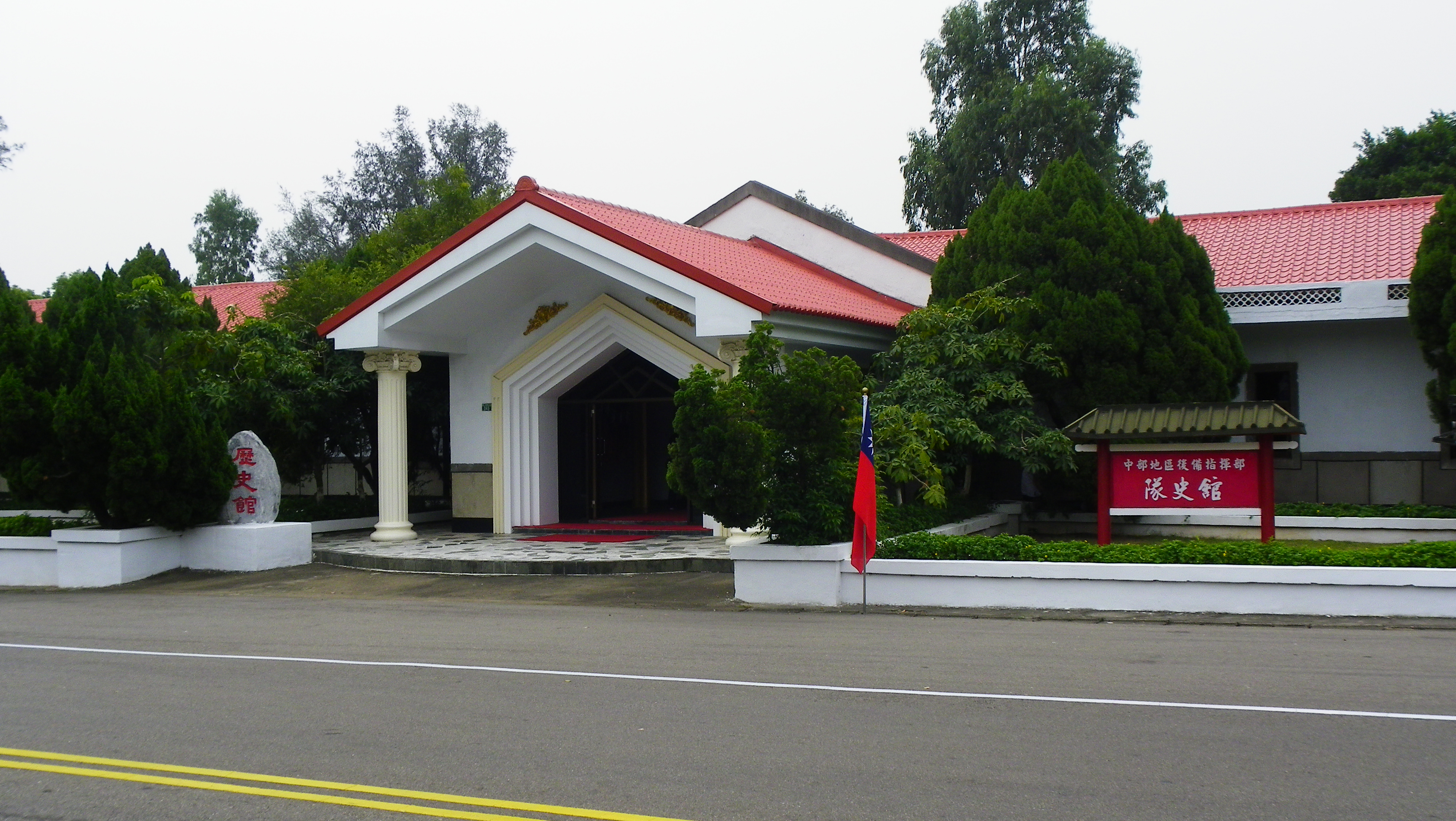
成功嶺軍営の成功嶺歴史館

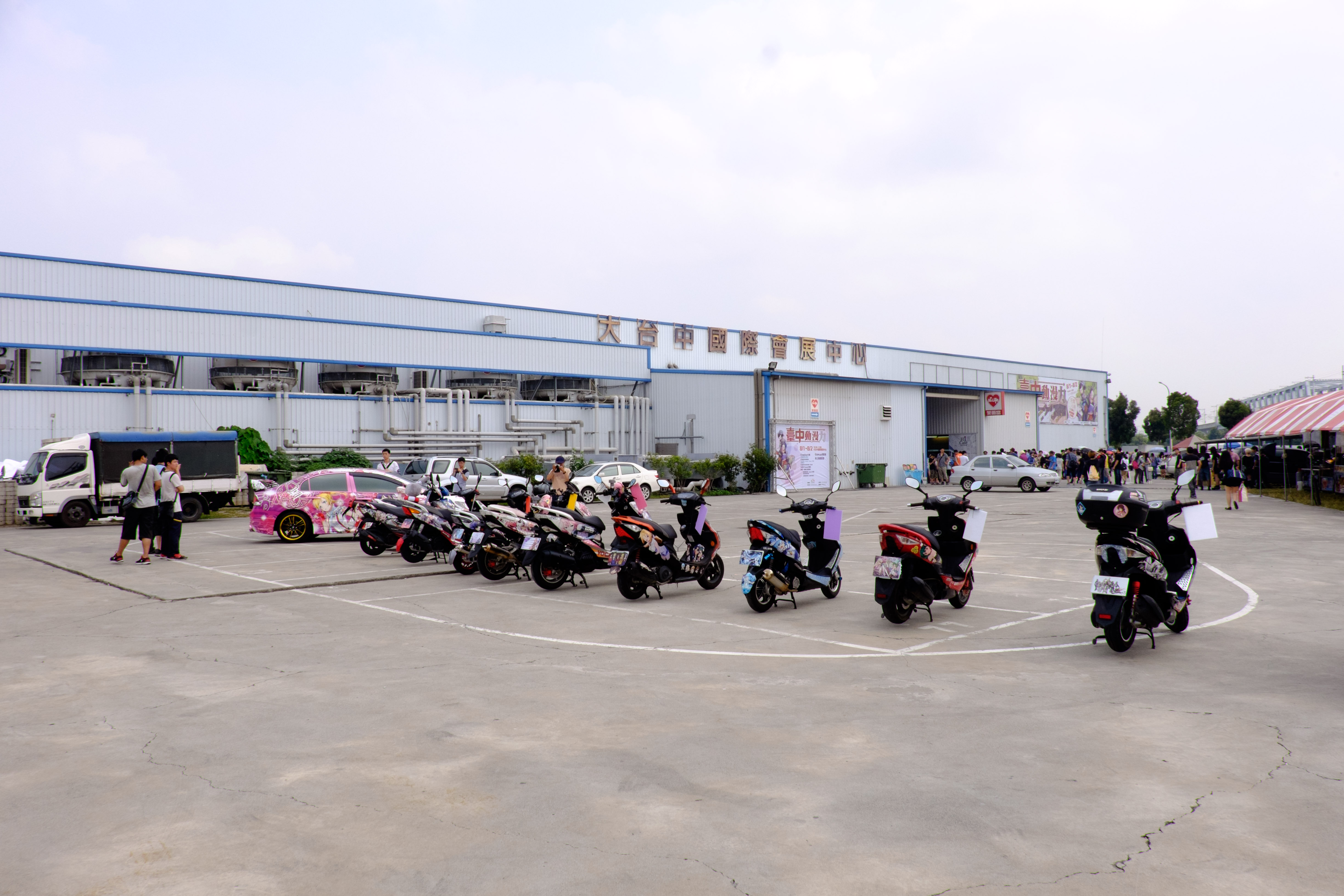
大台中国際会展センター

烏日区（ウーリー/うじつ-く）は、台中市の南端に位置する市轄区。古くは湖日と呼ばれていたが、日本統治時代に現在の地名に改称された。

## 地理
区の南端を大肚渓が流れ、彰化市との境界になっている。また、北部を南屯区と接し、西部を大肚区・東部を大里区と接している。区内を複数の河川が走り、それらすべてが大肚渓に「凹入」（一点に合流）することから凹入という別称で呼ばれたこともある。

## 行政区
| 里 |
| --- |
| 九徳里、東園里、渓壩里、三和里、南里里、栄泉里、仁徳里、前竹里、学田里、五光里、烏日里、螺潭里、北里里、湖日里、光明里、渓尾里 |

## 歴代区長
| 代 | 氏名 | 任期 |
| -- | ---- | ---- |

## 教育

### 高級中学
- 私立明道中学

### 国民中学
- 台中市立烏日国民中学
- 台中市立光徳国民中学
- 台中市立渓南国民中学
- 私立明道中学国民中学部

### 国民小学
- 台中市烏日区烏日国民小学
- 台中市烏日区渓尾国民小学
- 台中市烏日区九徳国民小学
- 台中市烏日区僑仁国民小学
- 台中市烏日区五光国民小学
- 台中市烏日区旭光国民小学
- 台中市烏日区東園国民小学
- 台中市烏日区喀哩国民小学

## 交通
| 種別     | 路線名称           | その他                                  |
| -------- | ------------------ | --------------------------------------- |
| 鉄道     | 台中線             | 烏日駅 - 新烏日駅※ - 成功駅             |
| 鉄道     | 台湾高速鉄道       | 台中駅※                                 |
| 捷運     | 台中捷運緑線       | 九張犁駅 - 九徳駅 - 烏日駅 - 高鉄台中駅 |
| 高速道路 | フォルモサ高速道路 | 烏日IC                                  |
| 省道     | 台1乙線            |                                         |
| 省道     | 台74線             | 東西向快速公路 彰浜台中線               |

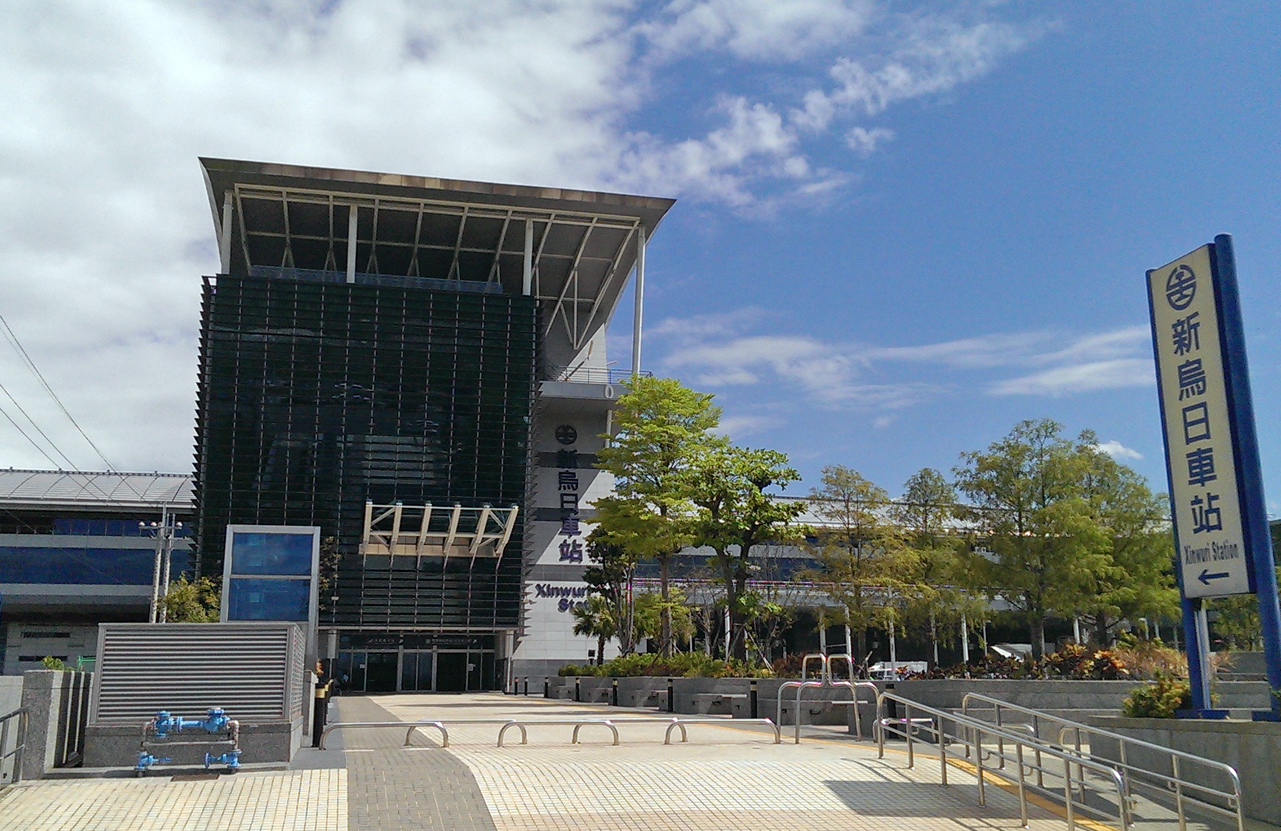
新烏日駅

※台中線新烏日駅と高鉄台中駅と捷運高鉄台中駅は隣接しており乗換が可能となっている。

## 観光

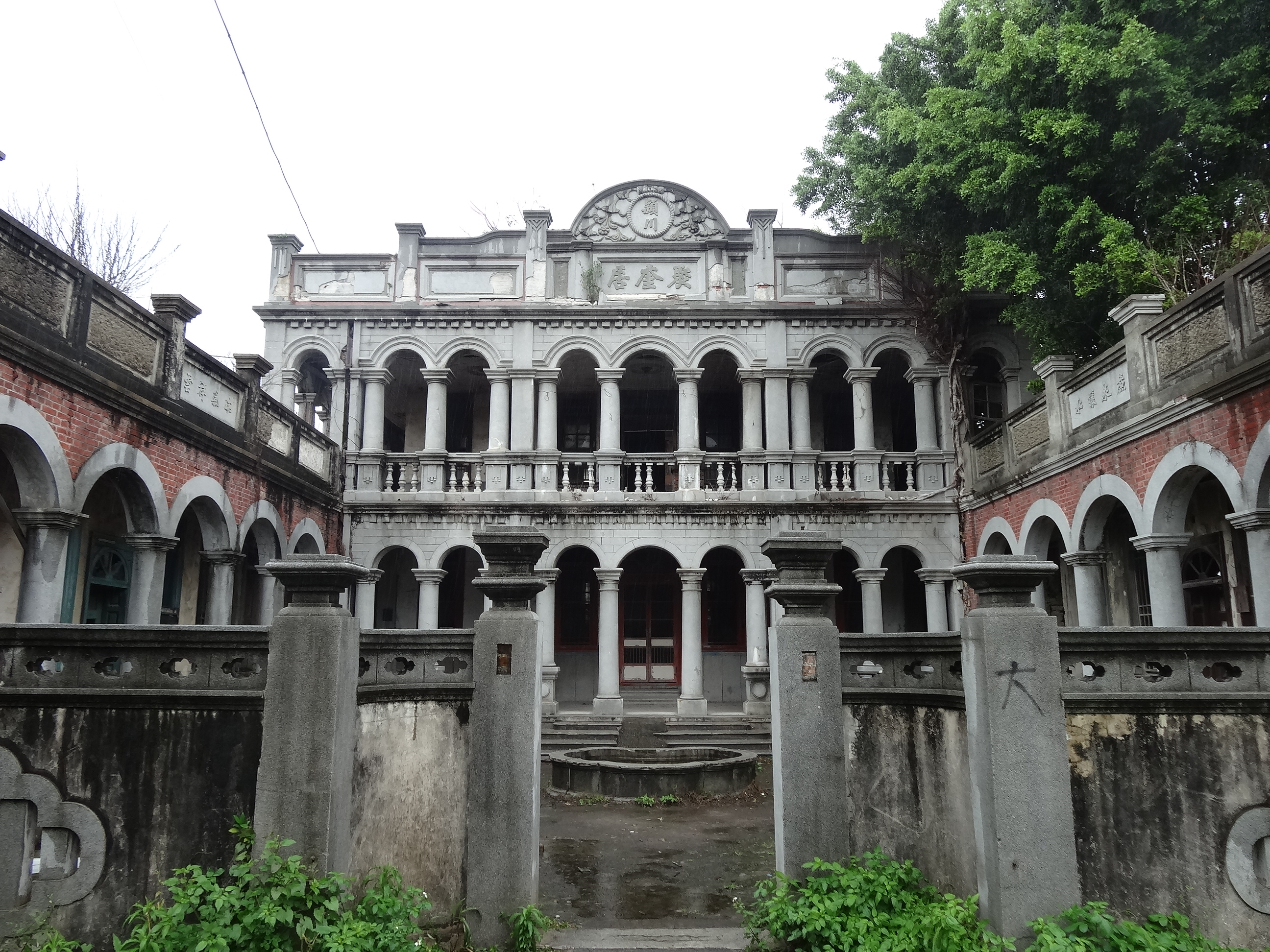
聚奎居

- 聚奎居（中国語版）
- 旧烏日庄役場（中国語版）
- 旧烏日警察官吏派出所（中国語版）
- 烏日駅旧駅長宿舍
- 烏日ビール工場（中国語版）
- 成功嶺軍営（中国語版）
- 台中国際展覧館（中国語版）
- 烏渓
- 台湾高速鉄道筏子渓鉄橋
- 烏日善光寺
- 麻園頭溪（中国語版）
- 知高圳